# Örken
Örken är en sjö i en sprickdal mellan Braås och Ramkvilla i Vetlanda kommun och Växjö kommun i Småland och ingår i Mörrumsåns huvudavrinningsområde. Sjön är 38 meter djup, har en yta på 23,4 kvadratkilometer och befinner sig 188 meter över havet. Sjön avvattnas av vattendraget Mörrumsån (Åbyån). Vid provfiske har bland annat abborre, bergsimpa, braxen och gädda fångats i sjön.
17456 uppfördes en masugn vid Braås, i samband med det började transporter med järnmalm med pråmar över Örken från Ramkvilla till Braås. Man brukade även den sjömalm som finns i Örken i masugnen. I äldre tid brukades även Örken som transportled av bönderna runt sjön, bland annat vid kyrkbesök. Sedan Braås järnvägsstation vid Wexjö-Klafreströms järnväg invigts 1897 fick Örken ett uppsving som transportled. Efterfrågan på virket vid sjön ökade. Virket kom att flottas över sjön till Braås där det fanns ett sågverk. Senare växte flera ångsågar fram runt sjön, den största vid Hallsnäs. En sulfitfabrik anlades vid Böksholm och i samband med det lät Limhamnsbolaget som ägde fabriken bygga flera lastpråmar för att transportera massaved till fabriken. Då norra delen av sjön, numera räknat som en egen sjö, Klockesjön, stängdes av en flottbro grävde man 1897-1898 en kanal genom Hallsnäsparken, Hallsnäs kanal för att tillåta båtar att passera.

## Delavrinningsområde
Örken ingår i delavrinningsområde (633594-145197) som SMHI kallar för Utloppet av Örken. Medelhöjden är 220 meter över havet och ytan är 97,81 kvadratkilometer. Räknas de 20 avrinningsområdena uppströms in blir den ackumulerade arean 514,77 kvadratkilometer. Avrinningsområdets utflöde Mörrumsån (Åbyån) mynnar i havet. Avrinningsområdet består mestadels av skog (58 %). Avrinningsområdet har 23,45 kvadratkilometer vattenytor vilket ger det en sjöprocent på 24 %. Bebyggelsen i området täcker en yta av 1,3 kvadratkilometer eller 1 % av avrinningsområdet.

## Fisk
Vid provfiske har följande fisk fångats i sjön:
- Abborre
- Bergsimpa
- Braxen
- Gädda
- Lake
- Löja
- Mört
- Sik
- Siklöja